# Josanne Lucas
Josanne Lucas (née le 14 avril 1984 à Scarborough sur l'île de Tobago) est une athlète trinidadienne, spécialiste du 400 m haies.

## Biographie
Son meilleur temps, obtenu pour remporter la médaille de bronze lors des Championnats du monde à Berlin, est de 53 s 20, le 20 août 2009. Elle détient aussi un 12 s 99 sur 100 m haies.

### Palmarès
| Date | Compétition                                      | Lieu                 | Résultat | Épreuve     | Performance   |
| ---- | ------------------------------------------------ | -------------------- | -------- | ----------- | ------------- |
| 2003 | Championnats panaméricains juniors               | Bridgetown           | 2e       | 400 m haies | 58 s 43       |
| 2006 | Jeux d'Amérique centrale et des Caraïbes         | Carthagène des Indes | 2e       | 400 m haies | 55 s 60       |
| 2008 | Championnats d'Amérique centrale et des Caraïbes | Cali                 | 1re      | 400 m haies | 56 s 55       |
| 2009 | Championnats du monde                            | Berlin               | 3e       | 400 m haies | 53 s 20       |
| 2009 | Finale mondiale de l'athlétisme                  | Thessalonique        | 3e       | 400 m haies | 54 s 31       |
| 2011 | Championnats d'Amérique centrale et des Caraïbes | Mayagüez             | 3e       | 4 x 400 m   | 3 min 34 s 84 |

### Records
| Épreuve          | Performance | Lieu        | Date         |
| ---------------- | ----------- | ----------- | ------------ |
| 100 mètres haies | 12 s 99     | Tallahassee | 9 mai 2009   |
| 400 mètres haies | 53 s 20     | Berlin      | 20 août 2009 |